# Тарасов Степан Никонович
Степан Никонович Тарасов (1893, село Стаєво Брянського повіту Орловської губернії, тепер Брянської області, Російська Федерація — 7 вересня 1955, місто Київ) — радянський партійний діяч в Україні, депутат Верховної Ради СРСР 1—4-го скликань. Член Центральної Ревізійної Комісії ВКП(б) в 1939—1955 роках. Кандидат у члени ЦК КП(б)У в 1925—1927 і 1949—1950 роках. Член ЦК КП(б)У в 1927—1930 і 1950—1955 роках. Член Організаційного бюро ЦК КП(б)У 15 квітня 1950 — 23 вересня 1952 р.

## Біографія
Народився в родині чорнороба. У 1906 році закінчив сільську школу у селі Стаєво. З квітня 1903 по березень 1908 року — наймит у заможних селян і поміщиків у Стаєво.
У березні 1908 — листопаді 1917 року — підручний майстра, молотобоєць, пресувальник, токар Брянського паровозобудівного заводу в місті Бєжиця.
Член РСДРП(б) з серпня 1915 року.
У листопаді 1917 — березні 1918 року — червоногвардієць, токар Брянського паровозобудівного заводу в місті Бєжиця. У березні — вересні 1918 року — секретар Госамського волосного комітету РКП(б) у селі Госама Брянського повіту.
Учасник Громадянської війни в Росії та інтервенції в УНР. У вересні 1918 — січні 1919 року — політичний працівник, комісар продовольчого загону в Москві, Пермі та місті Сарапулі В'ятської губернії. У січні — серпні 1919 року — червоноармієць, політичний працівник окружного Політичного управління РСЧА у місті Харкові. У серпні — грудні 1919 року — помічник комісара, комісар 46-го запасного батальйону, який дислокувався у містах Ворожба Харківської губернії, Глухів Чернігівської губернії та Болхов Орловської губернії. У грудні 1919 — березні 1920 року — уповноважений, інструктор із організації радянської влади політичного відділу 14-ї армії РСЧА у містах Козлові Тамбовської губернії та Харкові.
У березні — грудні 1920 року — заступник голови, голова повітового революційного комітету міста Балти Херсонської губернії. У грудні 1920 — листопаді 1921 року — заступник голови повітового революційного комітету в місті Тирасполі.
У листопаді 1921 — січні 1922 року — завідувач виробничого відділу Одеської губернської ради професійних спілок. У січні — липні 1922 року — голова Балтської повітової ради професійних спілок.
У липні 1922 — серпні 1923 року — голова Полтавської губернської ради професійних спілок.
У серпні 1923 — липні 1924 року — слухач курсів відповідальних робітників при ЦК КП(б)У в місті Харкові.
У липні 1924 — квітні 1925 року — голова Чернігівської губернської ради професійних спілок.
У квітні 1925 — серпні 1929 року — відповідальний секретар Конотіпського округового комітету КП(б)У.
У серпні 1929 — червні 1931 року — слухач дворічних Курсів марксизму-ленінізму при ЦК ВКП(б) у Москві. 
У червні 1931 — березні 1932 року — відповідальний секретар, заступник голови ЦК Профспілки робітників автомобільної і транспортної промисловості. У березні — липні 1932 року — відповідальний інструктор Московського міського комітету ВКП(б).
У липні 1932 — березні 1935 року — секретар партійного комітету Московського автомобільного заводу імені Сталіна.
У березні 1935 — липні 1937 року — 1-й секретар Пролетарського районного комітету ВКП(б) міста Москви.
У серпні — жовтні 1937 року — 2-й секретар Московського міського комітету ВКП(б).
У жовтні 1937 — липні 1938 року — 1-й секретар Організаційного бюро ЦК ВКП(б) по Рязанській області. У липні 1938 — вересні 1943 року — 1-й секретар Рязанського обласного комітету ВКП(б).
У листопаді 1943 — листопаді 1945 року — слухач Вищої школи партійних організаторів при ЦК ВКП(б).
У жовтні 1945 — січні 1948 рр. — 1-й секретар Ізмаїльського обласного і міського комітетів КП(б)У.
У грудні 1947 — вересні 1952 року — голова (відповідальний секретар) Партійної колегії при ЦК КП(б)У.
У 1952 (затв. у лютому 1953) — травні 1953 року — заступник завідувача відділу партійних, профспілкових і комсомольських органів ЦК КПУ — завідувач підвідділу із апеляцій комуністів ЦК КПУ.
У травні 1953 — вересні 1955 року — голова Партійної комісії при ЦК КПУ.
Похований на Байковому цвинтарі міста Києва.

## Нагороди
- два ордени Леніна (,23.01.1948)
- орден Трудового Червоного Прапора
- орден Червоної Зірки
- мадалі